# Usseau, Deux-Sèvres
Usseau är en kommun i departementet Deux-Sèvres i regionen Nouvelle-Aquitaine i västra Frankrike. Kommunen ligger i kantonen Mauzé-sur-le-Mignon som tillhör arrondissementet Niort. År 2018 hade Usseau 869 invånare.

## Befolkningsutveckling
Antalet invånare i kommunen Usseau
| Referens: INSEE |